# 京都电灯
京都电灯株式会社是日本战前一家曾经存在的电力公司，也是曾经存在于關西電力管辖地区内的电力公司之一。京都电灯於1887年（明治20年）11月成立，以京都市为基地，逐步扩大供电范围，发展成为在关西地区具有领先地位的电力公司，并跨足铁路等陸上運輸業務。但太平洋战争爆發後，京都电灯于1942年被日本政府强迫解散由日本发送电等半公营公司。

## 概要
京都电灯於1887年成立，成立之后京都電灯利用日本首个商用水力发电站——琵琶湖疏水的蹴上发电站（由京都市运营）所产生的大量电力，大大降低了购电成本，并带动了电灯费用的下调，从而促进了电灯的广泛普及。此外，京都电灯供应的充足电力对京都市的产业振兴做出了巨大贡献，也促成了1895年日本首条电气化有轨电车——京都电气铁道（后被京都市電收购）的运行。这一电力供应对京都城市基础设施的发展起到了重要作用。

## 历史
京都电灯于1887年（明治20年）11月成立，1889年开始营业，是日本第四家开始营业的电力公司。起初，公司在自有土地上使用煤炭进行火力发电，采用直流电进行近距离低压输配电。在琵琶湖疏水的京都市营蹴上发电站开始运营后，京都电灯于1892年申请停止火力发电，改为从蹴上发电站获得电力供应，并最终获得许可。以此为契机，公司输配电方式从低压直流电转向高压交流电。
虽然京都电灯废除煤炭火力发电，但随着需求的增加，火力发电又被恢复。1900年，公司开始动工建设新的火力发电站——东九条发电站。1914年（大正3年），京都电灯以开通越前线 (现·越前鐵道勝山永平寺線)为契机，开始在京都府和福井县经营铁路业务。这一举措的目的是确保稳定的电力需求，这在战前的许多电力公司中是常见做法，比如东京电灯经营曾后来的江之島電鐵線和伊香保轨道线等。
1918年，京都电灯合并了岚山电车轨道 (现·京福電氣鐵道嵐山本線)。1925年又开通了叡山线 (现·叡山電鐵叡山本線)和北野线 (现·京福電氣鐵道北野线)。1927年（昭和2年），京都电灯设立子公司鞍马电气铁道，并在与沿线巴士公司的激烈竞争后，收购了这些巴士公司，从而实质上垄断了洛北和岚山地区的交通。
太平洋战争爆发后，日本颁布配电统制令，根据该法令京都电灯在1941年被命令将其发电和配电部门转让给半公营公司。1942年3月2日京都电灯将陆上运输业务移交给京福電氣鐵道。同年4月1日，京都电灯在将发电部门转让给日本发送电、配电部门移交给关西配电和北陆配电之后宣布解散，并于1944年完成清算工作。

### 年表
- 1887年（明治20年）京都電燈設立。从京都府获得会社建設用地。[2]
- 1889年（明治22年）向東京電燈借入移動式发電機設置于公司用地，点亮京都第一盏白炽灯，開始营业。
- 1892年（明治25年）决定利用設置于琵琶湖疏水，由京都市水利事務所运营的蹴上发电站的电力。同时，蹴上发电站的输電線架設工事完成。京都电灯的电力来源漸次変換为水力发电。[7]
- 1901年（明治34年）東九条发电站落成。
- 1905年（明治38年）伏見町的電灯营业開始。
- 1912年（明治45年・大正元年）由于与京都市電氣局（日语：京都市電気局）的激烈竞争，停止接受京都市供电。[10]
- 1914年（大正3年）
  - 2月　越前电气铁道開通。
  - 10月  收购洛北水力电气。[11]
  - 12月  与京都市電氣局达成分区供电协议。[11]
- 1918年（大正7年）合併嵐山電車軌道。[8]
- 1919年（大正8年）
  - 10月  与日本水力（日语：日本水力）締結電力供給契約。[12]
  - 12月  大河原发电站（日语：大河原発電所）落成。[13]
- 1920年（大正9年）与京都市締結電力供給契約。
- 1923年（大正12年）伏見第3发电站落成。与宇治川电气的電力供給契約满了，并进行契約更新。
- 1925年（大正14年）
  - 9月  叡山线開始营业。[14]
  - 11月  北野线開始营业。
  - 12月  叡山鋼索線開始营业。[15]同年，开始接受日本電力的電力供应。
- 1926年（大正15年・昭和元年）從京阪電鐵收購京津線沿线的电力供应和水力发电站。[16]
- 1927年（昭和2年）合併若狭电气与敦賀電燈。将洛西电气铁道的铺设权让予新京阪鐵道（日语：新京阪鉄道） (松尾村 - 東長岡 - 海印寺村，包括现·阪急電鐵嵐山線、京都本線部分区间，東長岡 - 海印寺村为未成線)。[17]
- 1928年（昭和3年）
  - 4月  接收東京電燈山陰支社的电力供应事业。[18]
  - 10月  叡山空中纜車（日语：叡山空中ケーブル） (现·叡山索道前身)开始运营。[19]
- 1930年（昭和5年）接收京都府加佐郡高野村村营电气事業。
- 1937年（昭和12年）将京都府北桑田郡大野村、宮島村、鶴岡村編入供电区域。新总部竣工（現·关西電力京都支社大楼）。
- 1938年（昭和13年）举行創立50周年纪念仪式。
- 1939年（昭和14年）接收京都府與謝郡石川村村营电气事業。
- 1940年（昭和15年）收购福井電力、南越电气和大正电气。同年，京都市将京都市北部区域电气事業，包括4座发电站讓渡给京都電灯。
- 1941年（昭和16年）根据遞信省命令投资日本发送电半公营電力公司。[20]
- 1942年（昭和17年）
  - 3月2日  将包括铁路在内的陆上运输业务移交给京福電氣鐵道。
  - 4月1日  京都电灯在将发电部门转让给日本发送电、配电部门移交给关西配电和北陆配电之后宣布解散。[3][4]
- 1944年（昭和19年）清算完了。

## 其他
- 现在京都站烏丸口（北口）一侧8层钢筋混凝土建筑的关西电力京都支社大楼建于1937年，最初作为京都电灯的总部大楼，是京都重要的近代建筑之一。[21]战后，该建筑还曾被用于美军第八軍團休闲中心和贸易厅（日语：貿易庁）。
- 继承京都电灯铁路运输业务的京福電氣鐵道也继承了京都电灯的商标，且目前仍在使用。